# Muang Khoun
Muang Khoun är ett distrikt i Laos.   Det ligger i provinsen Xieng Khouang, i den nordvästra delen av landet, 170 km nordost om huvudstaden Vientiane.